# Mimudea leucocraspia
Mimudea leucocraspia là một loài bướm đêm trong họ Crambidae.